# Бежецкая пятина
Бежецкая пятина (или Бежецкий ряд) — восточная пятина Новгородской земли, центр которой располагался на территории современной Тверской области (Бежецкий верх) и прилегающих территориях Новгородской и Вологодской областей. 
Пятина была упразднена с введением в Российской империи губерний, в XVIII веке.

## История
В уставной грамоте русского князя Святослава Ольговича, от 1137 года, находим прибавления, и одно из них: «А се Бежичьский ряд». А Новгородская земля была разделена на пятины Иваном III. Бежецкая пятина — единственная, которая начиналась не у стен Новгорода, а в стороне, к востоку от города. По достоверным правительственным свидетельствам, разделение Новгородской земли на пятины: Вотскую, Шелонскую, Обонежскую, Деревскую и Бежецкую, появляется после 1477 года. В бумагах Хутынского монастыря, в духовном завещании, писанном около 1504 года Иваном III, говорится:

«Да сына же своего Василья благословляю своею отчиною Великим Кияженьем Новогородским, даю ему Великий Новгород со всем, с пятью пятинами, с волостьми и с погосты»— цит. по: Неволин К.А. "О пятинах и погостах новгородских в XVI веке", СПб: Тип. императорской  Академии Наук, 1853 год.
В 1565 году, когда великий царь Иван Грозный разделил Русское государство на опричнину и земщину, пятина вошла в состав последней, а в другом источнике сказано что впоследствии в опричнину была взята Обонежская и Бежецкая пятина.
Белозерская и Тверская половины были названы провинциями и в 1727 году с небольшими изменениями отделены от Санкт-Петербургской губернии в состав провинций Новгородской губернии.
С дальнейшим развитием губернского разделения и управления, когда о пятинах совершенно забыли, Бежецкая пятина вошла в состав нескольких губерний, по преимуществу Тверской и Новгородской. До 1708 года границы и подразделение Бежецкой пятины оставались неизменны, пока в том же году, вся область пятин не вошла в состав Ингерманландской губернии, переименованной в 1710 году в Санкт-Петербургскую и в 1719 году разделенной, наряду с прочими губерниями, на провинции.

## Состав
Первое частично сохранившееся до нашего времени описание Бежецкой пятины находится в писцовой книге 7007 (1498/99) года письма Василия Григорьевича Наумова и Семена Захарьина сына Дятлова. Своё название пятина получила по городу Бежичи, расположенному на юго-восточной её оконечности. Захватывала северную часть поздних Тверской губернии, западный угол — Ярославской и юго-восточный угол Новгородской.
По описанию сочинителя «Исторических разговоров о древностях Великого Новгорода» (Москва, 1808), Бежецкая пятина граничила на западе с пятиной Деревской, на севере и северо-западе — с Обонежской, на востоке — с землями Белозерскими и Тверскими и на юге — с землями Новгородскими, не принадлежавшими к пятинам, и разделялась (со времени княжения Иоанна IV) на две части или половины: Белозерскую и Тверскую. Последние, в свою очередь, делились на погосты, которых в Белозерской половине, по Писцовой книге 1581—1582 гг., обозначено 50, а в Тверской — 42. По той же Писцовой книге в Бежецкой пятине значатся ещё 4 слободки и 4 волости. Кроме главного города Бежичи, в Бежецкой пятине были ещё города: Городецк, Змень, Рыбаньск и др.
- Белозерская половина: погосты Богородицкий (четыре: Волдомицкий в Орме, в Смердомле, в Сопинах, на Белой), Борисоглебский в Боровичах, Васильевский (два: в Болонье, в Чёрной), Воскресенский в Избоищах, Дмитриевский (два: Усецкий и в Кобоже), Егорьевский (пять: в Бродах, в Кирве, в Минце, в Озереве, в Телбовичах), Иванский (три: Волский, в Охоне, на Волоке-Держкове), Ильинский (четыре: в Веси, в Люботине, в Любытине, в Мегрине), Кузмодемьянский в Кушереве, Михайловский (четыре: в Березуе, в Михайловском конце, в Радуницах, в Орехове), Никольский (пятнадцать: Великопорожский, в Бельске, в Климощине, в Колодне, в Левоче, в Любонях, в Любоче, в Мокриничах, в Мошне, в Охоне, в Суглецкой волости, в Черенске, в Шереховичах, на Берёзовом Ряду, на Волоке-Держкове), Петровский (два: в Боровичах и в Кушереве), Покровский (три: одноимённый, в Заозерицах, в Черенске), Прокопьевский-на-Белой, Спасский (два: в Молодильне, в Мошне), Троицкий-в-Охоне;
- Тверская половина: погосты Богородицкий (четырнадцать: Волдомицкий в Вятке, Дорский, Забережский, Залазна, Замутье, Покровский в Тарасовке, Рыбинский, Спасский в Слезкине, Удомельский в Мушине иначе — в Поддубье, в Добрынях, в Павске в Слезкине, в Плавах, в Топальске), Васильевский Косторецкий, Воскресенский (три: Клин, в Венице, в Осечне), Егорьевский (шесть: в Мокрынях, во Млеве, в Осечне, в Удомельском в Илове на реке Сеже, в Чудинах), Забрусский, Ивановский Заручек, Ильинский в Слезкине, Любчив-и-Пруды, Михайловский (три: в Косстве, в Лощемле, в Тростнах), Никольский (одиннадцать: Ворожебский, Молдинский при озере Молдино, Поддубский в Еванове, Удомельский при озере Удомеле, в Быстром, в Гостиничах, в Дорке, в Слезкине, в Смердыни, на Вышнем Волочке на р. Лене, на Вышнем Волочке у Столпа), Покровский (четыре: Удомельский в Залесье, в Полянах, в Слезкине, в Сорогошине), Петровский Тихвинский, Спасский (два: в Клинце, во Млеве);

В южную часть пятины входили территории современного Бежецкого (западная часть), Максатихинского, Удомельского, Лесного и западной части Сандовского и Молоковского районов.
Площадь Бежецкой пятины составляла 33660 квадратных верст. По описанию её на 1581—1583 гг. — имела тринадцать монастырей.